# Joannes Anthonius Stefanus van Schaik
Monseigneur Joannes Anthonius Stefanus van Schaik, bekend als J.A.S. van Schaik (Utrecht, 3 december 1862 – Culemborg, 14 juni 1927) was een Nederlands rooms katholiek priester en componist.
Hij was zoon van muziekonderwijzer Antonius Joannes van Schaik en Adriana Anna Bleumer. Hij overleed na een maandenlange ziekte in het St. Barbara Gesticht te Culemborg.
Zijn eerdere muzieklessen kreeg hij van zijn vader, daarna van Winand Oosterbaan en S. Boekelman. Hij trok naar het priesterseminarie in Rijsenburg en kreeg als leermeester Caroli Francisco le Blanc. Hij schreef er bij het vijftigjarig bestaan in 1907 een Feestcantate voor. Daarna volgde nog een studie aan de Kirchliche Musikschule in Regensburg. Hij werd in 1885 tot priester gewijd. Hij werd assistent in Irnsum, kapelaan te Veendam. Tussen 1892 en 1903 was hij secretaris bij het aartsbisdom Utrecht, pastoor te Eibergen (1903-1906). In 1906 werd hij president van het Aartsbisschoppelijk Klein-Seminarie in Culemborg en in 1907 kanunnik van het Metropolitaan Kapittel in Utrecht. Sinds 30 juni 1915 was hij geheim kamerheer van paus Benedictus XV.
Hij vervulde ook enige bestuursfuncties waaronder voorzitter van de Liturgische vereenigingen in de Nederlands Bisdommen en Federatie van R.K. vereenigingen tot bevordering van den Volkszang in Nederland. Hij was tevens bestuurslid van het Aartsbisschoppelijk Museum in Utrecht.
Werken van hem zijn het oratorium St. Joseph (opus 4), de Hymnus Ambrosius, de reien uit Joost van den Vondels Joseph in Dothan, Rosarium Marianum, enkele koorwerken a capella en met begeleiding van orgel of orkest en enkele liederen. Er was destijds bekend dat hij open stond voor moderniteiten in de kerkelijk muziek; zijn muziek is echter doorspekt met invloeden van Giovanni Pierluigi da Palestrina.